# テパリービーン

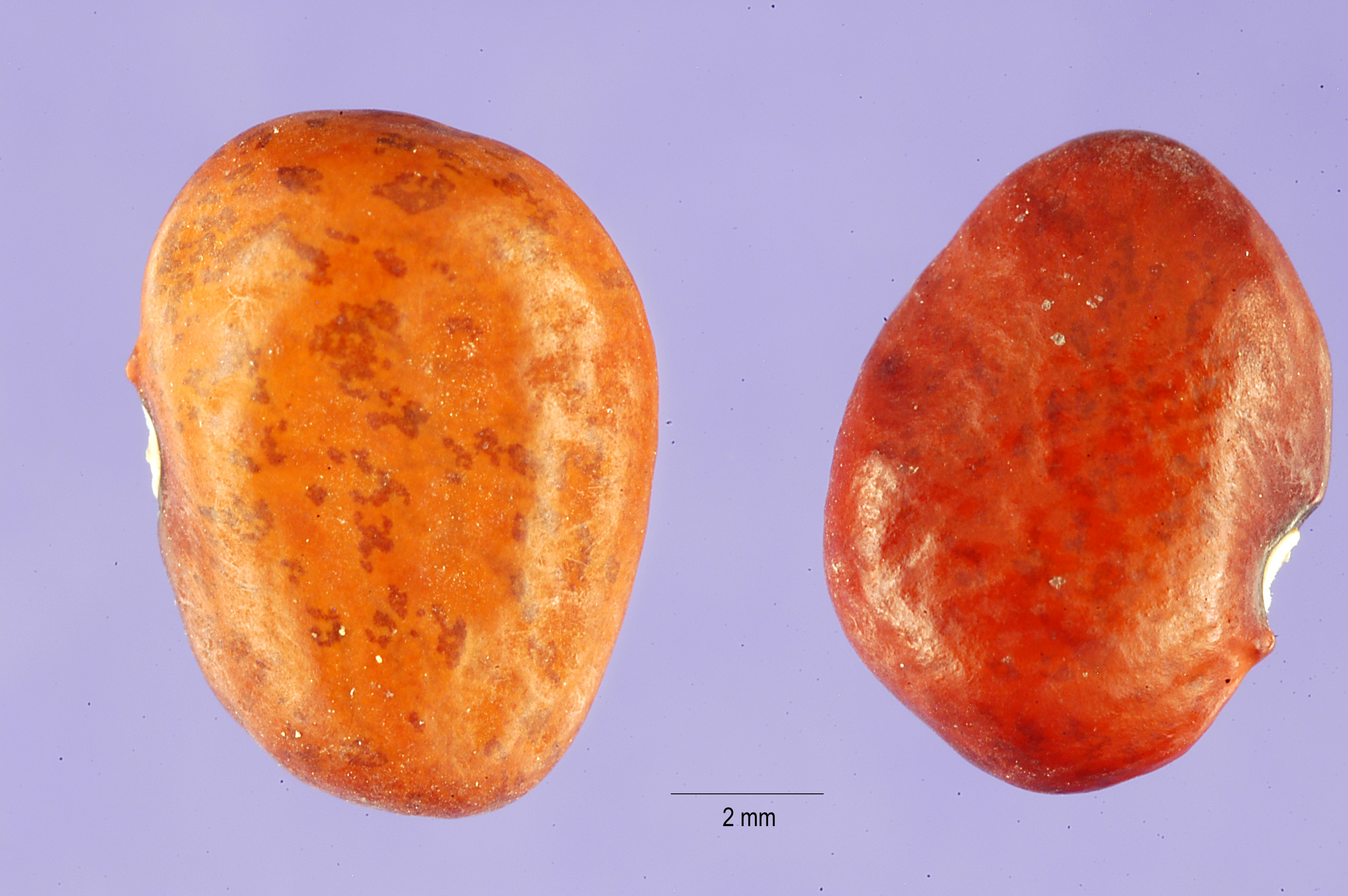
テパリービーン

テパリービーン（Tepary Bean）は、マメ科インゲンマメ属の植物。アメリカ南西部からメキシコにかけてが原産地で、コロンブス到達以前からネイティブ・アメリカンたちによって栽培されていた古い栽培作物である。一般的な豆に比べて乾燥に強く、年間降水量400mm以下でも生育できるため、アリゾナ州からメキシコ、コスタリカにかけての砂漠や半砂漠地帯に栽培される。近年ではアフリカに導入されている。
野生のテパリービーンはつる性の植物で砂漠の植物に巻きついて成長するが、栽培品種はインゲンマメのように育つ。
パウィ、パビ、テパリなどとも呼ばれる。テパリーの名の由来は、この豆を栽培していたパパゴ人の言葉で豆を意味するt'pawiである。
テパリービーンは、いったん乾燥させ、水に浸してから調理される。また、煮込みや粉にして使用することもできる。ネイティブ・アメリカン社会では非常に重要な作物であり、スクワッシュ（カボチャ類）およびトウモロコシとともに栽培された。